# 9e étape du Tour d'Espagne 1999
La 9e étape du Tour d'Espagne 1999 s'est déroulée le 13 septembre entre Gijón et Los Corrales de Buelna.

## Récit
Sous une pluie battante, Laurent Brochard s'impose devant le champion du monde Oscar Camenzind. Le champion du monde sur route 1997 s'est détaché d'un groupe d'échappés dans les derniers kilomètres de l'étape alors qu'il avait été distancé dans la dernière montée du jour.
Abraham Olano conserve le maillot de oro. Le peloton des favoris est arrivé avec un retard de plus de 3 minutes.

## Classement de l'étape
| \| Classement de l'étape \| Classement de l'étape \| Classement de l'étape \| Classement de l'étape \| Classement de l'étape \| \| Coureur \| Coureur \| Pays \| Équipe \| Temps \| \| --------------------- \| --------------------- \| --------------------- \| -------------------------------- \| --------------------- \| \| 1er \| Laurent Brochard \| France \| Festina-Lotus \| 4 h 33 min 04 s \| \| 2e \| Oscar Camenzind \| Suisse \| Lampre-Daikin \| + 3 s \| \| 3e \| Nicola Miceli \| Italie \| Liquigas \| + 3 s \| \| 4e \| Andrei Zintchenko \| Russie \| Vitalicio Seguros-Grupo Generali \| + 3 s \| \| 5e \| Rolf Sørensen \| Danemark \| Rabobank \| + 3 s \| \| 6e \| José Luis Rubiera \| Espagne \| Kelme-Costa Blanca \| + 8 s \| \| 7e \| Stefano Zanini \| Italie \| Mapei-Quick Step \| + 54 s \| \| 8e \| Sergueï Outschakov \| Ukraine \| TVM-Farm Frites \| + 1 min 10 s \| \| 9e \| Ralf Grabsch \| Allemagne \| Deutsche Telekom \| + 1 min 10 s \| \| 10e \| Eddy Mazzoleni \| Italie \| Saeco-Cannondale \| + 1 min 16 s \| |                    |           |                                  |                 |
| |                    |           |                                  |                 |
| Sources : ProCyclingStats Cycling Quotient Cycling Archives |                    |           |                                  |                 |
| Classement de l'étape |                    |           |                                  |                 |
| Coureur | Coureur            | Pays      | Équipe                           | Temps           |
| 1er | Laurent Brochard   | France    | Festina-Lotus                    | 4 h 33 min 04 s |
| 2e | Oscar Camenzind    | Suisse    | Lampre-Daikin                    | + 3 s           |
| 3e | Nicola Miceli      | Italie    | Liquigas                         | + 3 s           |
| 4e | Andrei Zintchenko  | Russie    | Vitalicio Seguros-Grupo Generali | + 3 s           |
| 5e | Rolf Sørensen      | Danemark  | Rabobank                         | + 3 s           |
| 6e | José Luis Rubiera  | Espagne   | Kelme-Costa Blanca               | + 8 s           |
| 7e | Stefano Zanini     | Italie    | Mapei-Quick Step                 | + 54 s          |
| 8e | Sergueï Outschakov | Ukraine   | TVM-Farm Frites                  | + 1 min 10 s    |
| 9e | Ralf Grabsch       | Allemagne | Deutsche Telekom                 | + 1 min 10 s    |
| 10e | Eddy Mazzoleni     | Italie    | Saeco-Cannondale                 | + 1 min 16 s    |

## Classement général
| \| Classement général \| Classement général \| Classement général \| Classement général \| Classement général \| \| Coureur \| Coureur \| Pays \| Équipe \| Temps \| \| ------------------ \| ------------------ \| ------------------ \| ------------------ \| ------------------ \| \| 1er \| Abraham Olano \| Espagne \| ONCE-Deutsche Bank \| 38 h 52 min 14 s \| \| 2e \| Jan Ullrich \| Allemagne \| Deutsche Telekom \| + 2 min 08 s \| \| 3e \| Pavel Tonkov \| Russie \| Mapei-Quick Step \| + 2 min 58 s \| |               |           |                    |                  |
| |               |           |                    |                  |
| Sources : ProCyclingStats Cycling Quotient Cycling Archives |               |           |                    |                  |
| Classement général |               |           |                    |                  |
| Coureur | Coureur       | Pays      | Équipe             | Temps            |
| 1er | Abraham Olano | Espagne   | ONCE-Deutsche Bank | 38 h 52 min 14 s |
| 2e | Jan Ullrich   | Allemagne | Deutsche Telekom   | + 2 min 08 s     |
| 3e | Pavel Tonkov  | Russie    | Mapei-Quick Step   | + 2 min 58 s     |